# Cryptocercus darwini
Cryptocercus darwini är en kackerlacksart som beskrevs av Burnside, Smith och Kambhampati 1999. Cryptocercus darwini ingår i släktet Cryptocercus och familjen Cryptocercidae. Inga underarter finns listade i Catalogue of Life.